# ایستگاه کیوتو
ایستگاه کیوتو (انگلیسی: Kyōto Station) ایستگاه اصلی راه‌آهن و مرکز ترابری در کیوتو، ژاپن است.
این ایستگاه که در سال ۱۹۲۸ تأسیس شده بزرگترین ایستگاه پس از ایستگاه ناگویا در کشور ژاپن است که شامل امکانات جانبی همچون مرکز خرید، هتل، سینما و فروشگاه ایستان است.

## نگارخانه

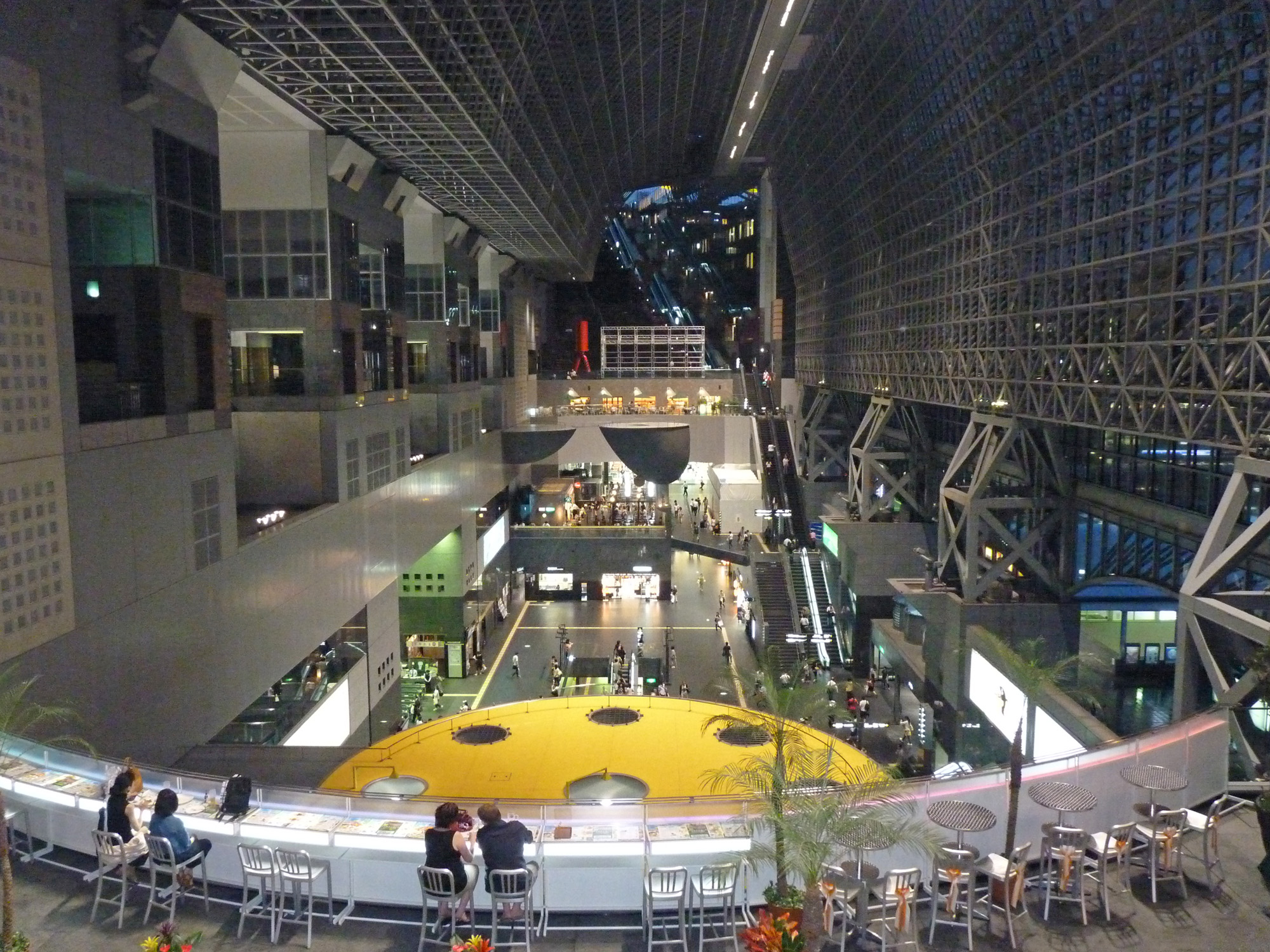
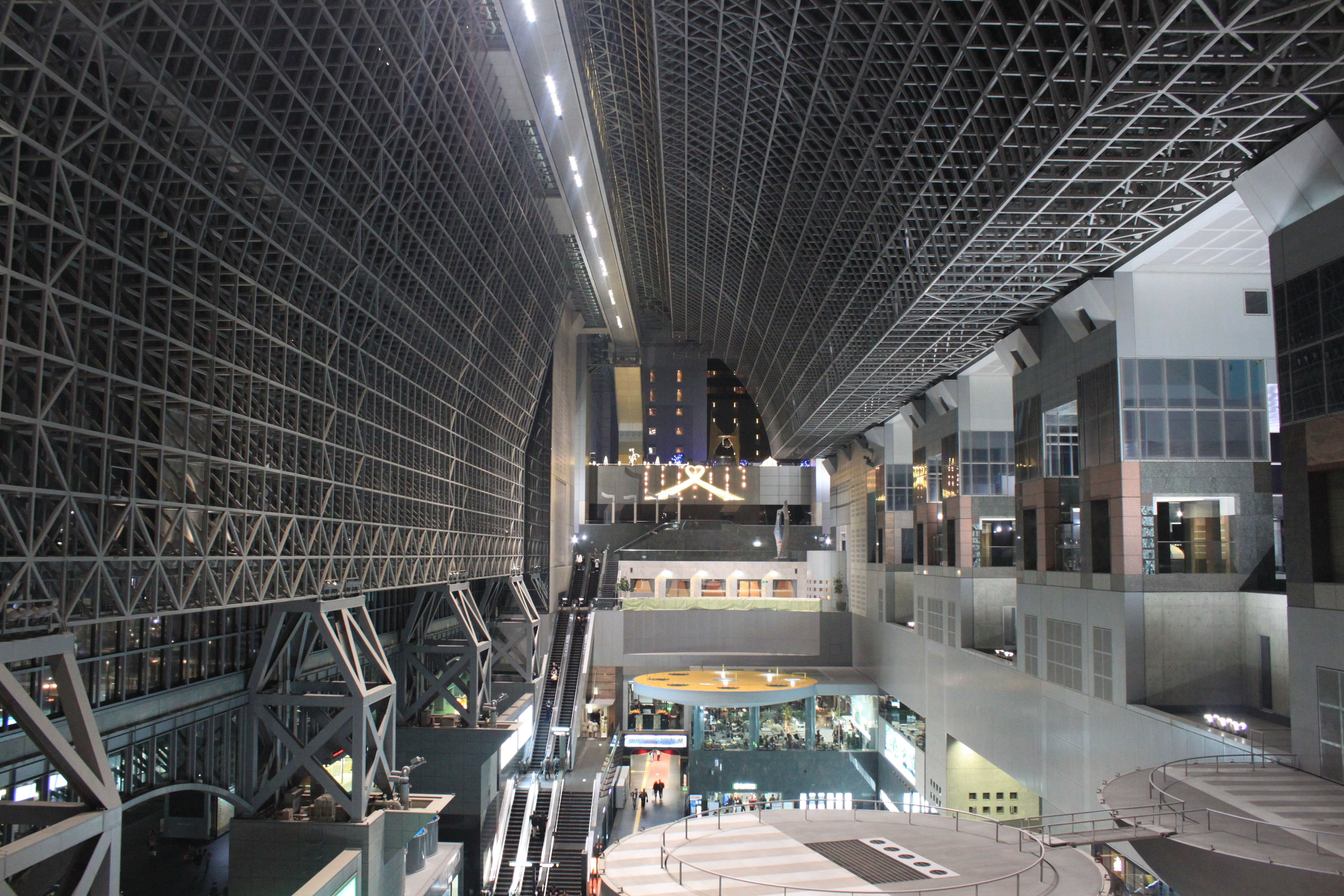
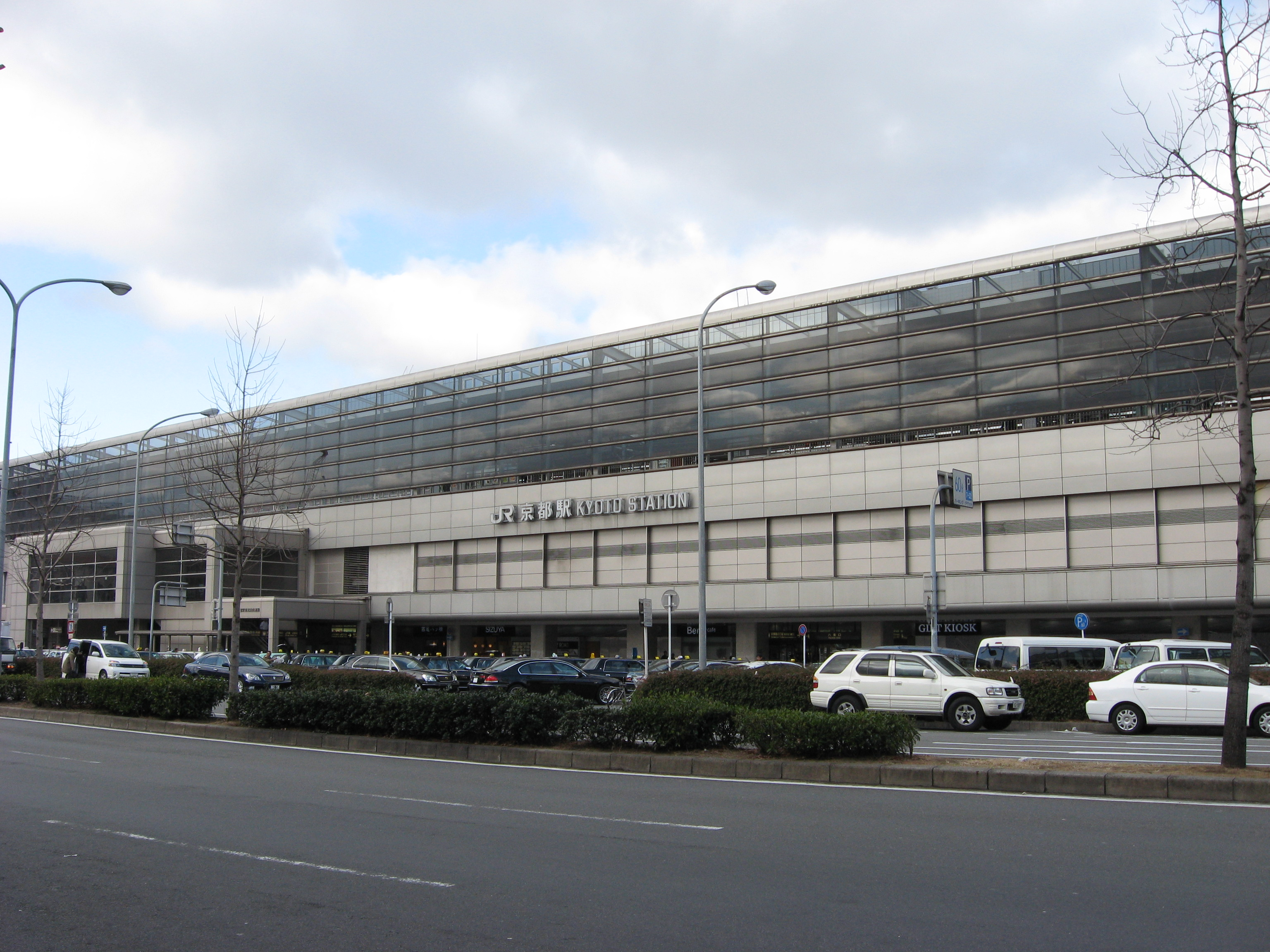
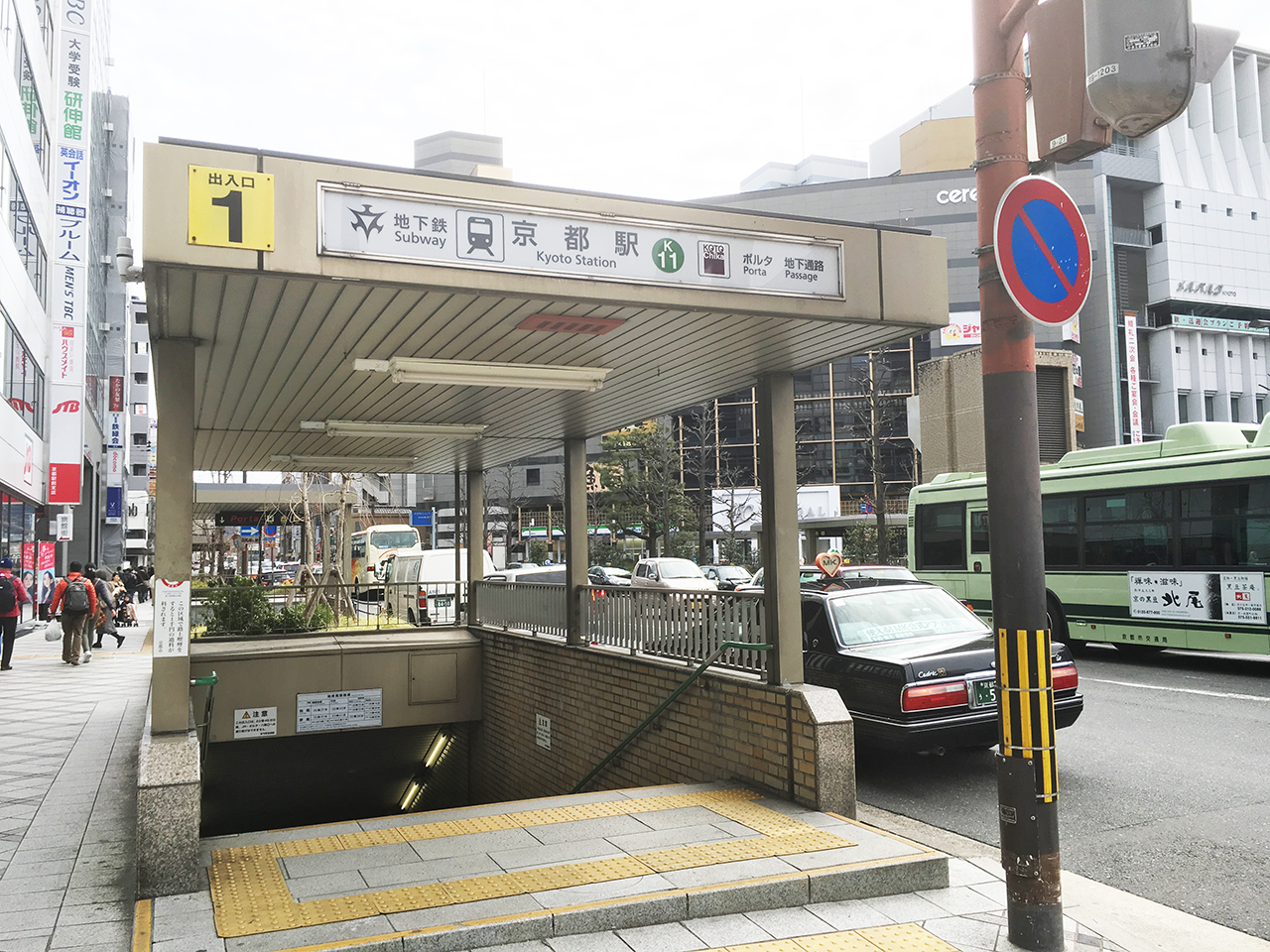